# Op de Leues
Op de Leues is een nieuwbouwwijk in het dorp Hout-Blerick, gemeente Venlo, in de Nederlandse provincie Limburg. Het dorp kreeg daarbij ruim 300 inwoners bij. De wijk werd gebouwd in twee fases.
De woningen in de eerste fase (‘Op de Leues-fase I’) werden in 1995 opgeleverd. In 2001 werd begonnen met de tweede fase (‘Op de Leues-fase II’) van de wijk “Op de Leues”. Dit plan omhelst de bouw van nog 26 woningen rondom de peuterspeelzaal. De bouw van het tweede deel heeft op zich laten wachten, vanwege de vertraging in aankoop van land. De woningen werden in 2003 opgeleverd.